# Liste des codes IATA des aéroports/S
Liste des codes IATA des aéroports internationaux.
Le code de deux lettres qui suit la ville est la subdivision du pays (région, État…) selon la norme ISO 3166-2.
- A
- B
- C
- D
- E
- F
- G
- H
- I
- J
- K
- L
- M
- N
- O
- P
- Q
- R
- S
- T
- U
- V
- W
- X
- Y
- Z

- Haut – SA
- SB
- SC
- SD
- SE
- SF
- SG
- SH
- SI
- SJ
- SK
- SL
- SM
- SN
- SO
- SP
- SQ
- SR
- SS
- ST
- SU
- SV
- SW
- SX
- SY
- SZ

## SA
- SAA – Shively Field (Saratoga), Wyoming, États-Unis
- SAB – Aéroport Juancho E. Yrausquin, Antilles néerlandaises, Pays-Bas
- SAC – Sacramento Executive Airport, Californie, États-Unis
- SAD – Safford Municipal Airport, Arizona, États-Unis
- SAE – Sangir, Indonésie
- SAF – Aéroport régional de Santa Fe, Nouveau-Mexique, États-Unis
- SAG – Shirdi, Inde
- SAH – Aéroport international El Rahaba (Sana'a), Yémen
- SAI – Aéroport international de Siem Reap-Angkor, Cambodge
- SAJ – Sirajganj, Bangladesh
- SAK – Aérodrome de Sauðárkrókur, Islande
- SAL – Aéroport international du Salvador (Cuscatlan), Salvador
- SAM – Salamo, Papouasie-Nouvelle-Guinée
- SAN – Aéroport international de San Diego, Californie, États-Unis
- SAO – São Paulo (Aire métropolitaine), São Paulo, Brésil
- SAP – Aéroport international Ramón-Villeda-Morales, Honduras
- SAQ – San Andros (Nichols Town), Bahamas
- SAR – Hunter Field, Illinois, États-Unis
- SAS – Salton City (Sea Airport), Californie, États-Unis
- SAT – San Antonio International Airport, Texas, États-Unis
- SAU – Sawu, Indonésie
- SAV – Aéroport international de Savannah/Hilton Head, Géorgie, États-Unis
- SAW – Aéroport international Sabiha-Gökçen, Turquie
- SAX – Sambu, Panama
- SAY – Aéroport de Sienne, Italie
- SAZ – Sasstown, Liberia

## SB
- SBA – Santa Barbara, Californie, États-Unis
- SBB – Santa Bárbara, Venezuela
- SBC – Selbang, Papouasie-Nouvelle-Guinée
- SBD – San Bernardino, Californie, États-Unis
- SBE – Suabi, Papouasie-Nouvelle-Guinée
- SBF – Sardeh Band Dam, Province de Ghazni, Afghanistan
- SBG – Sabang (Maimun Saleh), Indonésie
- SBH – Aéroport de Saint-Barthélemy-Rémy-de-Haenen, Saint-Barthélemy, France
- SBI – Aérodrome de Sambailo, Guinée
- SBJ – São Mateus, Espírito Santo, Brésil
- SBK – Aéroport de Saint-Brieuc Armor, France
- SBL – Aérodrome José Chávez Suárez, Bolivie
- SBM – Sheboygan, Wisconsin, États-Unis
- SBN – South Bend, Indiana, États-Unis
- SBO – Salina (Aéroport Gunnison), Utah, États-Unis
- SBP – San Luis Obispo, Californie, États-Unis
- SBQ – Sibi, Pakistan
- SBR – Île Saibai, Queensland, Australie
- SBS – Steamboat Springs, Colorado, États-Unis
- SBT – Aéroport international de Sabetta, Iamalie, Russie
- SBU – Springbok, Cap-Nord, Afrique du Sud
- SBV – Sabah, Papouasie-Nouvelle-Guinée
- SBW – Aéroport de Sibu, Sarawak, Malaisie
- SBX – Shelby, Montana, États-Unis
- SBY – Salisbury (Comté de Wicomico), Maryland, États-Unis
- SBZ – Aéroport international de Sibiu, Roumanie

## SC
- SCA – Santa Catalina, Colombie
- SCB – Scribner, Nebraska, États-Unis
- SCC – Aérodrome de Deadhorse/Prudhoe Bay, Alaska, États-Unis
- SCD – Sulaco, Honduras
- SCE – State College, Pennsylvanie, États-Unis
- SCF – Scottsdale, Arizona, États-Unis
- SCG – Conjuboy (Spring Creek), Queensland, Australie
- SCH – Aéroport du comté de Schenectady, New York, États-Unis
- SCI – San Cristóbal, Venezuela
- SCJ – Smith Cove, Alaska, États-Unis
- SCK – Stockton, Californie, États-Unis
- SCL – Aéroport international Arturo Merino Benítez, Chili
- SCM – Scammon Bay, Alaska, États-Unis
- SCN – Aéroport de Sarrebruck, Allemagne
- SCO – Aéroport international d'Aktaou, Kazakhstan
- SCP – Saint-Crépin, France
- SCQ – Aéroport de Saint-Jacques-de-Compostelle, Espagne
- SCR – Aéroport des montagnes de Scandinavie, Suède
- SCS – Aérodrome de Scatsta, Shetland, Royaume-Uni
- SCT – Aéroport de Socotra, Yémen
- SCU – Aéroport de Santiago de Cuba, Cuba
- SCV – Aéroport international de Suceava, Roumanie
- SCW – Syktyvkar, République des Komis, Russie
- SCX – Salina Cruz, Mexique
- SCY – Aéroport de San Cristóbal, Équateur
- SCZ – Îles Santa Cruz, Îles Salomon

## SD
- SDA – Aéroport international de Bagdad, Irak
- SDB – Base aérienne de Langebaanweg, Afrique du Sud
- SDC – Sandcreek, Guyana
- SDD – Aéroport de Lubango, Angola
- SDE – Santiago del Estero, Argentine
- SDF – Aéroport international de Louisville, Kentucky, États-Unis
- SDG – Sanandadj, Iran
- SDH – Santa Rosa de Copán, Honduras
- SDI – Saidor, Papouasie-Nouvelle-Guinée
- SDJ – Aéroport de Sendai, Honshu, Japon
- SDK – Aéroport de Sandakan, Sabah, Malaisie
- SDL – Aéroport de Sundsvall-Timrå, Suède
- SDM – San Diego (Brown Field), Californie, États-Unis
- SDN – Sandane, Norvège
- SDO – Ryotsu, Île Sado, Japon
- SDP – Sand Point, Alaska, États-Unis
- SDQ – Aéroport international Las Américas, République dominicaine
- SDR – Aéroport Santander Seve Ballesteros, Espagne
- SDS – Sado, Niigata, Japon
- SDT – Saidu Sharif, Pakistan
- SDU – Aéroport de Rio de Janeiro/Santos-Dumont, Rio de Janeiro, Brésil
- SDV – Aéroport Sdé Dov, Tel Aviv, Israël
- SDW – Sandwip, Bangladesh
- SDX – Sedona, Arizona, États-Unis
- SDY – Sidney, Montana, États-Unis
- SDZ – Shetland (Aire métropolitaine), Écosse, Royaume-Uni

## SE
- SEA – Aéroport international de Seattle-Tacoma, Washington, États-Unis
- SEB – Aéroport international de Sebha, Libye
- SEC – Serre Chevalier, France
- SED – Neve Zohar (Sedom), Israël
- SEE – San Diego (Gillespie Field), Californie, États-Unis
- SEF – Sebring, Floride, États-Unis
- SEG – Selinsgrove (Penn Valley), Pennsylvanie, États-Unis
- SEH – Senggeh, Indonésie
- SEI – Senhor do Bonfim, Bahia, Brésil
- SEK – Srednekolymsk, République de Sakha, Russie
- SEL – Séoul (Aire métropolitaine), Corée du Sud
- SEM – Selma (Craig Field), Alabama, États-Unis
- SEN – Aéroport de Londres-Southend, Angleterre, Royaume-Uni
- SEO – Aérodrome de Séguéla, Côte d’Ivoire
- SEP – Stephenville (Clark Field), Texas, États-Unis
- SEQ – Bengkalis (Sungal Pakning), Indonésie
- SER – Seymour (Freeman), Indiana, États-Unis
- SES – Selma (Craig Field), Alabama, États-Unis
- SET – San Esteban, Honduras
- SEU – Seronera, Tanzanie
- SEV – Aéroport de Sievierodonetsk, Ukraine
- SEW – Siwa, Égypte
- SEX – Base aérienne de Sembach, Allemagne
- SEY – Sélibabi, Mauritanie
- SEZ – Aéroport international des Seychelles, Seychelles

## SF
- SFA – Aéroport international de Sfax-Thyna, Tunisie
- SFB – Aéroport d'Orlando-Sanford, Floride, États-Unis
- SFC – Aérodrome de Saint-François, Guadeloupe, France
- SFD – Aéroport Las Flecheras, Venezuela
- SFE – San Fernando, Philippines
- SFF – Spokane (Felts Field), Washington, États-Unis
- SFG – Aéroport de Grand-Case Espérance, Saint-Martin, France
- SFH – San Felipe, Mexique
- SFI – Aérodrome de Safi, Maroc
- SFJ – Aéroport international de Kangerlussuaq, Groenland
- SFK – Soure, Pará, Brésil
- SFL – Aérodrome de São Filipe, Cap-Vert
- SFM – Sanford, Maine, États-Unis
- SFN – Santa Fe/Sauce Viejo, Argentine
- SFO – Aéroport international de San Francisco, Californie, États-Unis
- SFP – Surfers Paradise, Queensland, Australie
- SFQ – Şanlıurfa, Turquie
- SFR – San Fernando, Californie, États-Unis
- SFS – Aéroport international de Subic Bay, Philippines
- SFT – Aéroport de Skellefteå, Suède
- SFU – Safia, Papouasie-Nouvelle-Guinée
- SFV – Santa Fe do Sul, São Paulo, Brésil
- SFW – Santa Fe, Panama
- SFX – Ciudad Guayana (San Felix), Venezuela
- SFY – Springfield, Massachusetts, États-Unis
- SFZ – Pawtucket/Smithfield, Rhode Island, États-Unis

## SG
- SGA – Aérodrome de Sheghnan, Afghanistan
- SGB – Singaua, Papouasie-Nouvelle-Guinée
- SGC – Aéroport de Sourgout, Tyumen, Russie
- SGD – Aéroport de Sønderborg, Danemark
- SGE – Siegen, Westphalie, Allemagne
- SGF – Springfield, Missouri, États-Unis
- SGG – Simanggang, Malaisie
- SGH – Aéroport municipal de Springfield – Beckley, Ohio, États-Unis
- SGI – Sargodha (Aire métropolitaine), Pakistan
- SGJ – Sagarai, Papouasie-Nouvelle-Guinée
- SGK – Sangapi, Papouasie-Nouvelle-Guinée
- SGL – Aéroport de Sangley, Philippines
- SGM – San Ignacio, Mexique
- SGN – Aéroport international de Tân Sơn Nhất, Viêt Nam
- SGO – St George, Queensland, Australie
- SGP – Shay Gap, Australie-Occidentale, Australie
- SGQ – Sanggata, Indonésie
- SGR – Sugar Land (Hull Field), Texas, États-Unis
- SGS – Sanga-Sanga, Philippines
- SGT – Stuttgart, Arkansas, États-Unis
- SGU – Saint George, Utah, États-Unis
- SGV – Sierra Grande, Argentine
- SGW – Saginaw (Aeroport Harry W. Browne), Michigan, États-Unis
- SGX – Songea, Tanzanie
- SGY – Skagway, Alaska, États-Unis
- SGZ – Songkhla, Thaïlande

## SH
- SHA – Aéroport international de Shanghai Hongqiao, Chine
- SHB – Nakashibetsu, Japon
- SHC – Inda Selassié, Éthiopie
- SHD – Staunton (Shenandoah Valley), Virginie, États-Unis
- SHE – Aéroport international de Shenyang Taoxian, Chine
- SHF – Shanhaiguan, Chine
- SHG – Shungnak, Alaska, États-Unis
- SHH – Aérodrome de Shishmaref, Alaska, États-Unis
- SHI – Aéroport de Shimojishima, Japon
- SHJ – Aéroport international de Charjah, Émirats arabes unis
- SHK – Sehonghong, Lesotho
- SHL – Shillong, Inde
- SHM – Shirahama, Japon
- SHN – Shelton (Sanderson Field), Washington, États-Unis
- SHO – Aéroport international du roi Mswati III, Eswatini
- SHP – Qinhuangdao, Chine
- SHQ – Southport (Comté de Brunswick), Caroline du Nord, États-Unis
- SHR – Aéroport du comté de Sheridan, Wyoming, États-Unis
- SHS – Aéroport de Shashi, Chine
- SHT – Shepparton, Victoria, Australie
- SHU – Smith Point, Territoire du Nord, Australie
- SHV – Shreveport, Louisiane, États-Unis
- SHW – Aéroport domestique de Sharurah, Arabie saoudite
- SHX – Shageluk, Alaska, États-Unis
- SHY – Shinyanga, Tanzanie
- SHZ – Seshote, Lesotho

## SI
- SIA – Xi'an (Aéroport Xiguan), Chine
- SIB – Sibiti, République du Congo
- SIC – Île San José, Panama
- SID – Aéroport international Amílcar-Cabral, Cap-Vert
- SIE – Sines, Portugal
- SIF – Aéroport de Simara, Népal
- SIG – San Juan (Ferdinando Luis Ribas), Porto Rico, États-Unis
- SIH – Silgadi Doti, Népal
- SII – Aérodrome de Sidi Ifni, Maroc
- SIJ – Aérodrome de Siglufjörður, Islande
- SIK – Sikeston, Missouri, États-Unis
- SIL – Sila, Papouasie-Nouvelle-Guinée
- SIM – Simbai, Papouasie-Nouvelle-Guinée
- SIN – Aéroport de Singapour-Changi, Singapour
- SIO – Smithton, Tasmanie, Australie
- SIP – Aéroport international de Simferopol, Adygea, Ukraine
- SIQ – Singkep (Aéroport Dabo), Indonésie
- SIR – Aéroport de Sion, Suisse
- SIS – Dingleton (Sishen), Afrique du Sud
- SIT – Sitka, Alaska, États-Unis
- SIU – Siuna, Nicaragua
- SIV – Sullivan, Indiana, États-Unis
- SIW – Parapat (Sibisa), Indonésie
- SIX – Singleton, Nouvelle-Galles du Sud, Australie
- SIY – Montague (Comté de Siskiyou), Californie, États-Unis
- SIZ – Sissano, Papouasie-Nouvelle-Guinée

## SJ
- SJA – San Juan de Marcona, Pérou
- SJB – San Joaquin, Bolivie
- SJC – Aéroport international de San José, Californie, États-Unis
- SJD – Aéroport de San José del Cabo, Mexique
- SJE – San José del Guaviare, Colombie
- SJF – Saint John (Cruz Bay), Îles Vierges des États-Unis, États-Unis
- SJG – San Pedro de Jagua, Colombie
- SJH – San Juan del Cesar, Colombie
- SJI – San Jose, Philippines
- SJJ – Aéroport international de Sarajevo, Bosnie-Herzegovine
- SJK – São José dos Campos, São Paulo, Brésil
- SJL – São Gabriel da Cachoeira, Amazonas, Brésil
- SJM – San Juan de la Maguana, République dominicaine
- SJN – Saint Johns (Industrial Air Park), Arizona, États-Unis
- SJO – Aéroport international Juan-Santamaría de San José, Costa Rica
- SJP – São José do Rio Preto, São Paulo, Brésil
- SJQ – Sesheke, Zambie
- SJR – San Juan de Urabá, Colombie
- SJS – San José de Chiquitos, Bolivie
- SJT – San Angelo (Mathis Field), Texas, États-Unis
- SJU – Aéroport international Luis-Muñoz-Marín, Porto Rico, Etats-Unis
- SJV – San Javier, Bolivie
- SJW – Aéroport international de Shijiazhuang Zhengding, Chine
- SJX – Aérodrome de Sarteneja, Belize
- SJY – Seinäjoki, Finlande
- SJZ – Aérodrome de São Jorge, Açores, Portugal

## SK
- SKA – Fairchild Air Force Base, Washington, États-Unis
- SKB – Aéroport international Robert L. Bradshaw, Saint-Christophe-et-Niévès
- SKC – Suki, Papouasie-Nouvelle-Guinée
- SKD – Aéroport de Samarcande, Ouzbékistan
- SKE – Skien (Geiteryggen), Norvège
- SKF – Kelly Field Annex et Lackland Air Force Base, Texas, États-Unis
- SKG – Aéroport de Thessalonique-Makedonía, Grèce
- SKH – Aéroport de Surkhet, Népal
- SKI – Skikda, Algérie
- SKJ – Île Sitkinak, Alaska, États-Unis
- SKK – Shaktoolik, Alaska, États-Unis
- SKL – Île de Skye (Broadford), Écosse, Royaume-Uni
- SKM – Skeldon, Guyana
- SKN – Stokmarknes (Skagen), Norvège
- SKO – Aéroport international Sultan Aboubakar III, Nigeria
- SKP – Aéroport international de Skopje, Macédoine du Nord
- SKQ – Sekakes, Lesotho
- SKR – Shakiso, Éthiopie
- SKS – Vojens (Skrydstrup), Danemark
- SKT – Aéroport international de Sialkot, Pakistan
- SKU – Aérodrome de Skyros, Grèce
- SKV – Sainte Catherine, Égypte
- SKW – Skwentna, Alaska, États-Unis
- SKX – Aérodrome de Saransk, Mordovie, Russie
- SKY – Sandusky (Griffing), Ohio, États-Unis
- SKZ – Sukkur, Pakistan

## SL
- SLA – Aéroport international Martín Miguel de Güemes, Argentine
- SLB – Aéroport municipal de Storm Lake, Iowa, États-Unis
- SLC – Aéroport international de Salt Lake City, Utah, États-Unis
- SLD – Aéroport de Sliač, Slovaquie
- SLE – Salem (McNary Field), Oregon, États-Unis
- SLF – Sulayel, Arabie saoudite
- SLG – Siloam Springs (Smith Field), Arkansas, États-Unis
- SLH – Sola, Vanuatu
- SLI – Aérodrome de Solwezi, Zambie
- SLJ – Chandler (Aéroport Stellar), Arizona, États-Unis
- SLK – Saranac Lake (Aéroport Adirondack), New York, États-Unis
- SLL – Aéroport de Salalah, Oman
- SLM – Aéroport de Salamanque, Espagne
- SLN – Salina, Kansas, États-Unis
- SLO – Salem (Leckrone), Illinois, États-Unis
- SLP – Aéroport international de San Luis Potosí, Mexique
- SLQ – Sleetmute, Alaska, États-Unis
- SLR – Sulphur Springs, Texas, États-Unis
- SLS – Silistra, Bulgarie
- SLT – Salida (Harriet Alexander Field), Colorado, États-Unis
- SLU – Aéroport George F. L. Charles, Sainte-Lucie
- SLV – Shimla, Inde
- SLW – Aéroport international de Saltillo, Mexique
- SLX – Salt Cay, Îles Turques-et-Caïques, Royaume-Uni
- SLY – Salekhard, Iamalie, Russie
- SLZ – Aéroport international de São Luís, Maranhão, Brésil

## SM
- SMA – Aéroport de Santa Maria, Açores, Portugal
- SMB – Cerro Sombrero, Chili
- SMC – Santa María, Colombie
- SMD – Smith Field, Fort Wayne, Indiana, États-Unis
- SME – Somerset (Comté de Pulaski), Kentucky, États-Unis
- SMF – Aéroport international de Sacramento, Californie, États-Unis
- SMG – Santa Maria, Pérou
- SMH – Sapmanga, Papouasie-Nouvelle-Guinée
- SMI – Aéroport de Samos, Île Samos, Grèce
- SMJ – Sim, Papouasie-Nouvelle-Guinée
- SMK – St. Michael, Alaska, États-Unis
- SML – Stella Maris, Long Island, Bahamas
- SMM – Semporna, Sabah, Malaisie
- SMN – Salmon (Comté de Lehmi), Idaho, États-Unis
- SMO – Aéroport de Santa Monica, Californie, États-Unis
- SMP – Stockholm, Papouasie-Nouvelle-Guinée
- SMQ – Aéroport H. Asan, Borneo, Indonésie
- SMR – Aéroport international Simón-Bolívar, Colombie
- SMS – Aérodrome de Sainte-Marie, Madagascar
- SMT – Lac du Soleil et de la Lune, Taïwan
- SMU – Sheep Mountain, Alaska, États-Unis
- SMV – Aérodrome de Samedan-Engadin, Suisse
- SMW – Base d'Es-Semara, Maroc
- SMX – Santa Maria, Californie, États-Unis
- SMY – Aérodrome de Simenti, Sénégal
- SMZ – Stoelmanseiland, Suriname

## SN
- SNA – Aéroport John-Wayne, Californie, États-Unis
- SNB – Snake Bay, Territoire du Nord, Australie
- SNC – Aéroport de Salinas, Équateur
- SND – Seno, Laos
- SNE – Aérodrome de Preguiça, Cap-Vert
- SNF – San Felipe, Venezuela
- SNG – San Ignacio de Velasco, Bolivie
- SNH – Stanthorpe, Queensland, Australie
- SNI – Greenville (Sinoe), Liberia
- SNJ – Guane, Cuba
- SNK – Snyder (Winston Field), Texas, États-Unis
- SNL – Shawnee, Oklahoma, États-Unis
- SNM – San Ignacio de Moxos, Bolivie
- SNN – Aéroport de Shannon, Irlande
- SNO – Sakon Nakhon, Thaïlande
- SNP – Île Saint-Paul, Alaska, États-Unis
- SNQ – San Quintín, Mexique
- SNR – Aéroport de Saint-Nazaire - Montoir, France
- SNS – Salinas, Californie, États-Unis
- SNT – Sabana de Torres, Colombie
- SNU – Aéroport de Santa Clara, Cuba
- SNV – Santa Elena de Uairén, Guatemala
- SNW – Sandoway, Birmanie
- SNX – Semnan, Iran
- SNY – Sidney, Nebraska, États-Unis
- SNZ – Santa Cruz, Rio de Janeiro, Brésil

## SO
- SOA – Sóc Trăng, Viêt Nam
- SOB – Aéroport international Hévíz-Balaton, Hongrie
- SOC – Aéroport international Adisumarmo, Indonésie
- SOD – Sorocaba, São Paulo, Brésil
- SOE – Souanké, République du Congo
- SOF – Aéroport international de Sofia et Base aérienne Vrajdebna, Bulgarie
- SOG – Sogndal (Haukasen), Norvège
- SOH – Solita, Venezuela
- SOI – South Molle Island, Queensland, Australie
- SOJ – Sørkjosen, Norvège
- SOK – Semongkong, Lesotho
- SOL – Solomon, Alaska, États-Unis
- SOM – Aéroport Don Edmundo Barrios, Venezuela
- SON – Aéroport de Santo-Pekoa, Vanuatu
- SOO – Söderhamn, Suède
- SOP – Southern Pines (Comté de Moore), Caroline du Nord, États-Unis
- SOQ – Aéroport Domine-Eduard-Osok, Indonésie
- SOR – Al Thaurah, Syrie
- SOT – Aérodrome de Sodankylä, Finlande
- SOU – Aéroport de Southampton, Angleterre, Royaume-Uni
- SOV – Seldovia, Alaska, États-Unis
- SOW – Show Low, Arizona, États-Unis
- SOX – Sogamoso, Colombie
- SOY – Aérodrome de Stronsay, Écosse, Royaume-Uni
- SOZ – Base aérienne 126 Solenzara, France

## SP
- SPA – Spartanburg, Caroline du Sud, États-Unis
- SPB – Charlotte-Amélie, Îles Vierges des États-Unis, États-Unis
- SPC – Aéroport de La Palma, Espagne
- SPD – Aérodrome de Saidpur, Bangladesh
- SPE – Sepulot, Malaisie
- SPF – Spearfish (Aéroport Black Hills), Dakota du Sud, États-Unis
- SPG – St. Petersburg (Aéroport Albert Whitted ), Floride, États-Unis
- SPH – Sopu, Papouasie-Nouvelle-Guinée
- SPI – Springfield, Illinois, États-Unis
- SPJ – Sparte, Grèce
- SPK – Sapporo (aire métropolitaine), Japon
- SPM – Spangdahlem Air Base, Allemagne
- SPN – Aéroport international de Saipan, Îles Mariannes, États-Unis
- SPP – Aérodrome de Ménongue, Angola
- SPQ – San Pedro (Île Catalina), Californie, États-Unis
- SPR – Aérodrome John Greif II de San Pedro, Belize
- SPS – Wichita Falls (Sheppard AFB), Texas, États-Unis
- SPT – Sipitang, Malaisie
- SPU – Aéroport de Split, Croatie
- SPW – Spencer, Iowa, États-Unis
- SPX – Houston (Spaceland), Texas, États-Unis
- SPY – Aéroport de San-Pedro, Côte d’Ivoire
- SPX – Gizeh (Aéroport international du Sphinx), Égypte
- SPZ – Springdale, Arkansas, États-Unis

## SQ
- SQA – Santa Ynez, Californie, États-Unis
- SQB – Piedras (Santa Ana), Colombie
- SQC – Southern Cross, Australie-Occiedentale, Australie
- SQD – Aéroport de Shangrao Sanqingshan, Chine
- SQE – San Luis de Palenque, Colombie
- SQF – Solano, Venezuela
- SQG – Sintang, Borneo, Indonésie
- SQH – Aérodrome de Nà Sản, Viêt Nam
- SQI – Sterling/Rock Falls (Comté de Whiteside), Illinois, États-Unis
- SQJ – Sanming, Chine
- SQK – Sidi Barrani, Égypte
- SQL – San Carlos, Californie, États-Unis
- SQM – São Miguel do Araguaia, Goiás, Brésil
- SQN – Sanana, Indonésie
- SQO – Storuman, Suède
- SQP – Starcke, Queensland, Australie
- SQQ – Aéroport international de Šiauliai, Lituanie
- SQR – Soroako, Indonésie
- SQS – Aérodrome de San Ignacio, Bélize
- SQT – Samarai, Papouasie-Nouvelle-Guinée
- SQU – Saposoa, Pérou
- SQV – Sequim (Grand View Int'l), Washington, États-Unis
- SQW – Skive, Danemark
- SQX – São Miguel do Oeste, Santa Catarina, Brésil
- SQY – São Lourenço do Sul, Rio Grande do Sul, Brésil
- SQZ – RAF Scampton, Angleterre, Royaume-Uni

## SR
- SRA – Santa Rosa, Rio Grande do Sul, Brésil
- SRB – Santa Rosa de Yacuma, Bolivie
- SRC – Searcy, Arkansas, États-Unis
- SRD – San Ramón, Bolivie
- SRE – Aéroport de Sucre-Alcantarí, Bolivie
- SRF – San Rafael (Hamilton Field), Californie, États-Unis
- SRG – Aéroport international Ahmad-Yani, Indonésie
- SRH – Aérodrome de Sarh, Tchad
- SRI – Aéroport de Temindung, Indonésie
- SRJ – Aéroport Capitán Germán Quiroga Guardia, Bolivie
- SRL – Santa Rosalia, Mexique
- SRM – Sandringham, Queensland, Australie
- SRN – Strahan, Tasmanie, Australie
- SRO – Santana Ramos, Colombie
- SRP – Stord (Sorstukken), Norvège
- SRQ – Aéroport de Sarasota-Bradenton, Floride, États-Unis
- SRR – Île Stradbroke-Nord, Queensland, Australie
- SRS – San Marcos, Colombie
- SRT – Soroti, Ouganda
- SRU – Santa Cruz, Californie, États-Unis
- SRV – Stony River, Alaska, États-Unis
- SRW – Salisbury (Comté de Rowan), Caroline du Nord, États-Unis
- SRX – Syrte, Libye
- SRY – Aéroport de Sari Dasht-é Naz, Iran
- SRZ – Aéroport El Trompillo, Bolivie

## SS
- SSA – Aéroport international de Salvador de Bahia, Bahia, Brésil
- SSB – Christiansted, Îles Vierges américaines, États-Unis
- SSC – Shaw Air Force Base, Caroline du Sud, États-Unis
- SSD – San Felipe, Colombie
- SSE – Solapur, Inde
- SSF – San Antonio (Stinson), Texas, États-Unis
- SSG – Aéroport de Malabo, Guinée équatoriale
- SSH – Aéroport international de Charm el-Cheikh, Égypte
- SSI – Brunswick (Aéroport Malcolm McKinnon), Géorgie, États-Unis
- SSJ – Sandnessjøen (Stokka), Norvège
- SSK – Sturt Creek, Australie-Occidentale, Australie
- SSL – Santa Rosalía, Venezuela
- SSM – Sault Sainte-Marie (Sanderson Field), Michigan, États-Unis
- SSN – Séoul (Air Base), Corée du Sud
- SSO – Sao Lourenço, Minas Gérais, Brésil
- SSP – Silver Plains, Queensland, Australie
- SSQ – La Sarre, Québec, Canada
- SSR – Sara, Vanuatu
- SSS – Siassi, Papouasie-Nouvelle-Guinée
- SST – Santa Teresita, Argentine
- SSU – White Sulphur Springs, Virginie-Occidentale, États-Unis
- SSV – Siasi, Philippines
- SSW – Stuart Island, Washington, États-Unis
- SSX – Singita Safari Lodge Airport (d) , Afrique du Sud
- SSY – Mbanza-Kongo, Angola
- SSZ – Santos, São Paulo, Brésil

## ST
- STA – Skjern (Stauning), Danemark
- STB – Santa Bárbara del Zulia, Venezuela
- STC – Saint Cloud, Minnesota, États-Unis
- STD – Santo Domingo, Venezuela
- STE – Stevens Point, Wisconsin, États-Unis
- STF – Stephen Island, Queensland, Australie
- STG – St. George Island, Alaska, États-Unis
- STH – Strathmore Station, Queensland, Australie
- STI – Aéroport international du Cibao, République dominicaine
- STJ – Saint Joseph (Rosecrans), Missouri, États-Unis
- STK – Sterling (Crosson Field), Colorado, États-Unis
- STL – Aéroport international de Lambert-Saint-Louis, Missouri, États-Unis
- STM – Aéroport de Santarém, Pará, Brésil
- STN – Aéroport de Londres-Stansted, Angleterre, Royaume-Uni
- STO – Stockholm (Aire métropolitaine), Suède
- STP – St. Paul (Holman Field), Minnesota, États-Unis
- STQ – Saint Marys, Pennsylvanie, États-Unis
- STR – Aéroport de Stuttgart, Allemagne
- STS – Aéroport Charles M. Schulz du comté de Sonoma, Californie, États-Unis
- STT – Aéroport international Cyril E. King, Îles Vierges des États-Unis, États-Unis
- STU – Santa Cruz, Belize
- STV – Aéroport de Surate, Inde
- STW – Stavropol, Russie
- STX – Aéroport international Henry E. Rohlsen, Îles Vierges des États-Unis, États-Unis
- STY – Salto, Uruguay
- STZ – Santa Terezinha, Santa Catarina, Brésil

## SU
- SUA – Stuart (Witham Field), Floride, États-Unis
- SUB – Aéroport international Juanda, Indonésie
- SUC – Sundance (Aéroport Schloredt), Wyoming, États-Unis
- SUD – Stroud, Oklahoma, États-Unis
- SUE – Sturgeon Bay (Comté de Door), Wisconsin, États-Unis
- SUF – Aéroport de Lamezia Terme, Italie
- SUG – Surigao, Philippines
- SUH – Sour, Oman
- SUI – Aéroport de Soukhoumi-Dranda, Abkhazia, Géorgie
- SUJ – Satu Mare, Roumanie
- SUK – Batagay-Alyta (Sakkyryr), République de Sakha, Russie
- SUL – Sui, Pakistan
- SUM – Sumter, Caroline du Sud États-Unis
- SUN – Hailey/Sun Valley, Idaho, États-Unis
- SUO – Sunriver, Oregon, États-Unis
- SUP – Sumenep, Indonésie
- SUQ – Sucúa, Équateur
- SUR – Summer Beaver, Ontario, Canada
- SUS – Saint-Louis, Aérodrome de Spirit-of-st-Louis, Missouri, États-Unis
- SUT – Sumbawanga, Tanzanie
- SUU – Travis Air Force Base, Californie, États-Unis
- SUV – Aéroport de Suva-Nausori, Fidji
- SUW – Superior (Aéroport Richard I. Bong), Wisconsin, États-Unis
- SUX – Aéroport de Sioux City, Iowa, États-Unis
- SUY – Suntar, République de Sakha, Russie
- SUZ – Suria, Papouasie-Nouvelle-Guinée

## SV
- SVA – Savoonga, Alaska, États-Unis
- SVB – Aérodrome de Sambava, Madagascar
- SVC – Silver City (Comté de Grant), Nouveau-Mexique, États-Unis
- SVD – Aéroport international d'Argyle, Saint-Vincent-et-les-Grenadines
- SVE – Susanville, Californie, États-Unis
- SVF – Aérodrome de Savè, Benin
- SVG – Aéroport de Stavanger, Norvège
- SVH – Statesville, Caroline du Nord, États-Unis
- SVI – San Vicente del Caguán, Colombie
- SVJ – Svolvær (Helle), Norvège
- SVK – Aérodrome de Silver Creek, Belize
- SVL – Aéroport de Savonlinna, Finlande
- SVM – Île Moa (St. Paul's Mission), Queensland, Australie
- SVN – Savannah (Hunter Army Air Field), Géorgie, États-Unis
- SVO – Aéroport de Moscou-Cheremetievo, Russie
- SVP – Aérodrome de Kuito, Angola
- SVQ – Aéroport de Séville, Espagne
- SVR – Svay Rieng, Cambodge
- SVS – Stevens Village, Alaska, États-Unis
- SVT – Savuti, Botswana
- SVU – Savusavu, Fidji
- SVV – San Salvador, Venezuela
- SVW – Sparrevohn (LRRS), Alaska, États-Unis
- SVX – Aéroport Koltsovo, Sverdlovsk, Russie
- SVY – Île Savo, Îles Salomon
- SVZ – San Antonio del Táchira, Venezuela

## SW
- SWA – Aéroport international de Jieyang Chaoshan, Chine
- SWB – Shaw River, Australie-Occidentale, Australie
- SWC – Stawell, Victoria, Australie
- SWD – Seward, Alaska, États-Unis
- SWE – Siwea, Papouasie-Nouvelle-Guinée
- SWF – Aéroport de Newburgh-Stewart, New York, États-Unis
- SWG – Statwag, Papouasie-Nouvelle-Guinée
- SWH – Swan Hill, Victoria, Australie
- SWI – Swindon, Angleterre, Royaume-Uni
- SWJ – South West Bay, Vanuatu
- SWK – Milan (Segrate), Italie
- SWL – Spanish Wells, Bahamas
- SWM – Alto Boa Vista (Suia-Missu), Mato Grosso, Brésil
- SWN – Sahiwal, Pakistan
- SWO – Stillwater, Oklahoma, États-Unis
- SWP – Swakopmund, Namibie
- SWQ – Sumbawa Besar, Sumbawa, Indonésie
- SWS – Swansea, Pays de Galles, Royaume-Uni
- SWT – Strejevoï, Oblast de Tomsk, Russie
- SWU – Base aérienne de Suwon, Corée du Sud
- SWV – Aérodrome de Severo-Evensk, Oblast de Magadan, Russie
- SWW – Sweetwater (Avenger Field), Texas, États-Unis
- SWX – Shakawe, Botswana
- SWY – Sitiawan, Malaisie

## SX
- SXA – Sialum, Papouasie-Nouvelle-Guinée
- SXB – Aéroport de Strasbourg-Entzheim, France
- SXC – Avalon (Île Catalina), Californie, États-Unis
- SXD – Sophia Antipolis (Heliport), France
- SXE – Sale (West Sale Airport), Victoria, Australie
- SXF – Aéroport de Berlin-Schönefeld, Allemagne
- SXG – Senanga, Zambie
- SXH – Sehulea, Papouasie-Nouvelle-Guinée
- SXI – Île Sirri, Iran
- SXJ – Xian de Piqan, Chine
- SXK – Saumlaki, Indonésie
- SXL – Sligo, Irlande
- SXM – Aéroport international Princesse-Juliana, Antilles néerlandaises, Pays-Bas
- SXN – Sua Pan, Botswana
- SXO – São Félix do Araguaia, Mato Grosso, Brésil
- SXP – Sheldon Point, Alaska, États-Unis
- SXQ – Soldotna, Alaska, États-Unis
- SXR – Aéroport de Srinagar, Inde
- SXS – Sahabat, Malaisie
- SXT – Taman Negara (Sungei Tiang), Malaisie
- SXU – Sodo, Éthiopie
- SXV – Salem, Tamil Nadu, Inde
- SXW – Sauren, Papouasie-Nouvelle-Guinée
- SXX – São Félix do Xingu, Pará, Brésil
- SXY – Sidney, New York, États-Unis
- SXZ – Siirt, Turquie

## SY
- SYA – Eareckson Air Station, Alaska, États-Unis
- SYB – Seal Bay, Alaska, États-Unis
- SYD – Aéroport Kingsford-Smith de Sydney, Nouvelle-Galles du Sud, Australie
- SYE – Sa'dah, Yémen
- SYF – Île Gabriola (Silva Bay Seaplane Base), Colombie-Britannique, Canada
- SYI – Shelbyville (Bomar Field), Tennessee, États-Unis
- SYK – Stykkishólmur, Islande
- SYL – Camp Roberts (San Miguel), Californie, États-Unis
- SYM – Simao, Chine
- SYN – Stanton, Minnesota, États-Unis
- SYO – Shōnai, Japon
- SYP – Santiago de Veraguas (Aéroport Ruben Cantu), Panama
- SYQ – Aéroport Tobías-Bolaños de San José, Costa Rica
- SYR – Aéroport international de Syracuse-Hancock, New York, États-Unis
- SYS – Saskylakh, République de Sakha, Russie
- SYT – Aéroport de Saint-Yan, France
- SYU – Îlet Sue, Queensland, Australie
- SYV – Sylvester, Géorgie, États-Unis
- SYW – Sehwan, Pakistan
- SYX – Aéroport international de Sanya Phénix, Chine
- SYY – Aérodrome de Stornoway, Écosse, Royaume-Uni
- SYZ – Aéroport international Shahid Dastghaib, Iran

## SZ
- SZA – Aérodrome de Soyo, Angola
- SZB – Aéroport Sultan Abdul Aziz Shah, Selangor, Malaisie
- SZC – Santa Cruz, Costa Rica
- SZE – Aéroport de Semera, Éthiopie
- SZF – Aéroport de Samsun-Çarşamba, Turquie
- SZG – Aéroport de Salzbourg-W.-A.-Mozart, Autriche
- SZH – Senipah, Indonésie
- SZI – Zaïssan, Kazakhstan
- SZJ – Île de la Jeunesse, Cuba
- SZK – Aérodrome de Skukuza, Afrique du Sud
- SZL – Whiteman Air Force Base, Missouri, États-Unis
- SZM – Sesriem, Namibie
- SZN – Île Santa Cruz, Californie, États-Unis
- SZP – Santa Paula, Californie, États-Unis
- SZQ – Saenz Pena, Argentine
- SZR – Aéroport de Stara Zagora, Bulgarie
- SZS – Île Stewart, Nouvelle-Zélande
- SZU – Ségou, Mali
- SZV – Suzhou, Chine
- SZW – Schwerin, Allemagne
- SZX – Aéroport international de Shenzhen Bao'an, Chine
- SZY – Aéroport d'Olsztyn-Mazurie, Pologne
- SZZ – Aéroport Solidarité de Stettin-Goleniów, Pologne